# Vuelo 626 de Yemenia
El vuelo 626 de Yemenia era un vuelo en un avión a reacción bimotor Airbus A310-324 operado por Yemenia que realizaba un servicio internacional programado, desde Saná en Yemen a Moroni en Comoras, cuando se estrelló el 30 de junio de 2009 alrededor de la 1:50 am hora local (10:50 pm del 29 de junio UTC) mientras se aproximaba al Aeropuerto Internacional Príncipe Said Ibrahim, matando a todos menos uno de los 153 pasajeros y tripulantes a bordo. La única sobreviviente, Bahia Bakari, una niña de 12 años, fue encontrada aferrada a los restos del avión después de flotar en el océano durante trece horas. Bakari fue dado de alta del hospital el 23 de julio de 2009.
El informe final del incidente concluyó que las acciones inapropiadas de la tripulación en los controles de vuelo provocaron una entrada en pérdida aerodinámica. El informe también señaló que la tripulación no reaccionó a las advertencias emitidas por la aeronave.

## Aeronave
La aeronave era un avión de pasajeros bimotor Airbus A310-324 , matrícula 7O-ADJ, fabricado en 1990 con número de serie 535. Estuvo en servicio durante 19 años y 3 meses, y en ese momento había acumulado 53.587 horas de vuelo en 18.129 ciclos de vuelo del accidente.
Propiedad de International Lease Finance Corporation (ILFC), la aeronave entró en servicio por primera vez con Air Liberté el 30 de mayo de 1990. Después de arrendamientos a operadores sucesivos, fue arrendada a Yemenia en septiembre de 1999, volvió a registrarse como 7O-ADJ y permaneció en servicio con ellos hasta El accidente.
Dominique Bussereau, el Ministro de Transporte de Francia, informó que el avión fue inspeccionado en 2007 por la Dirección General de Aviación Civil de Francia y se encontró que tenía una serie de fallas; desde entonces, sin embargo, la aeronave no había regresado a Francia, por lo que nunca más fue inspeccionada por la misma autoridad.

## Antecedentes
La mayoría de los pasajeros procedían de París, donde habían abordado el vuelo 749 de Yemenia (un Airbus A330-200 ). Hubo una escala en el Aeropuerto de Marsella-Provenza en Marsella, Francia, donde abordaron pasajeros y tripulantes adicionales. Después de llegar al Aeropuerto Internacional de Saná en Saná, Yemen, los pasajeros se trasladaron a un Airbus A310 para el Vuelo 626, que debía llegar al Aeropuerto Internacional Príncipe Said Ibrahim en Moroni, Comoras, a las 2:30 a. m. hora local del 30 de junio. 
Los miembros de la tripulación de vuelo, todos yemeníes, eran el capitán Khalid Hajeb (44), el primer oficial Ali Atif (50) y el ingeniero de vuelo Ali Salem. De la tripulación de cabina, tres eran yemeníes, dos filipinos, dos marroquíes, uno etíope y uno indonesio.
El Capitán Hajeb había estado trabajando para Yemenia desde 1989 y se convirtió en capitán del A310 en 2005. Tuvo 7.936 horas de vuelo, incluidas 5.314 horas en el Airbus A310. Hajeb había volado previamente a Moroni 25 veces. El primer oficial Atif había estado en la aerolínea desde 1980 y estaba calificado para volar el Airbus A310 en 2004. Atif tenía 3.641 horas de vuelo, con 3.076 en el Airbus A310 y había volado previamente a Moroni 13 veces.

## Accidente
El accidente ocurrió de noche, frente a la costa norte de Gran Comora, Comoras, en el Océano Índico, a varios minutos del aeropuerto. La aeronave se encontraba en aproximación al aeropuerto e iba a aterrizar por la pista 02. Sin embargo, la aeronave pasó el punto en el que la aproximación le obligaba a virar y luego viró a la izquierda hacia el norte, desviándose de su rumbo. Luego, la aeronave se detuvo y se estrelló contra el mar. Un funcionario anónimo de las Naciones Unidas en el aeropuerto dijo que la torre de control había recibido una notificación de que el avión se acercaba para aterrizar antes de perder el contacto. Un frente frío inusualmente fuerte se había movido a través de las Islas Comoras, trayendo vientos con ráfagas de 64 km / h (40 mph; 35 nudos) y condiciones favorables para turbulencia de ligera a moderada. El subjefe de aviación civil yemení, Mohammed Abdul Qader, dijo que la velocidad del viento era de 61 km/h (38 mph; 33 nudos) en el momento en que el avión estaba aterrizando.
Los funcionarios yemeníes no sospecharon de un juego sucio. Este fue el tercer accidente de Yemenia; los dos anteriores fueron excursiones de pista sin víctimas mortales, aunque un avión fue cancelado.

## Búsqueda y recuperación
Según la policía de Comoras, la nación no posee capacidades de rescate marítimo. Dos aviones militares franceses y un barco iniciaron la búsqueda formal del vuelo 626. Fueron enviados desde Reunión y Mayotte. Las Comoras se componen de tres islas volcánicas, Gran Comora (la isla principal); Anjouan ; y Mohéli. Se encuentra en el Canal de Mozambique, 190 millas (310 km) al noroeste de Madagascar y una distancia similar al este del continente africano. El archipiélago de las Comoras incluye Mayotte, que es territorio francés y no forma parte de la Unión de las Comoras. Los restos fueron vistos frente a la costa de la ciudad de Mitsamiouli, incluidos algunos cuerpos y una gran cantidad de escombros flotantes en el océano.

### Superviviente encontrado
La niña de 14 años Bahia Bakari fue rescatada luego de ser vista aferrada a un pedazo de escombros entre cuerpos y escombros. Fue recogida durante los esfuerzos de rescate por pescadores locales y lanchas rápidas enviadas por las autoridades en Gran Comora. Había estado aferrada a los restos durante 13 horas. Bakari había estado viajando con su madre, que no sobrevivió. Bakari fue dado de alta del hospital de París el 23 de julio de 2009.

### Búsquedas continuas
Se recuperaron cinco cuerpos al mismo tiempo que se rescató al único superviviente. Otros 22 cuerpos fueron recuperados de Mafia Island en Tanzania durante la segunda semana de julio de 2009 y trasladados a hospitales en Dar es Salaam.
El 5 de julio de 2009 se detectaron las señales de los registradores de vuelo de la aeronave. El buque oceanográfico francés Beautemps-Beaupré llegó a las Comoras el 15 de julio de 2009 y el 23 de julio de 2009 había completado un mapeo del fondo del océano alrededor del área del accidente, lo que ayudó a identificar la ubicación exacta de los registradores. Debido a la gran profundidad de la ubicación actual de los registradores, la armada francesa había anunciado que emplearía robots submarinos para la operación de recuperación, que comenzó en agosto de 2009. El registrador de datos de vuelo (FDR) finalmente se recuperó el 28 de agosto del Océano Índico a una profundidad de 1200 metros (3900 pies), mientras que la grabadora de voz de la cabina (CVR) se recuperó el 29 de agosto.

## Investigación
La Agencia Nacional de Aviación Civil y Meteorológica (ANACM) de las Comoras estuvo a cargo de la investigación. La Oficina de Investigación y Análisis para la Seguridad de la Aviación Civil (BEA) envió un equipo de investigación, acompañado por especialistas de Airbus, para ayudar en la investigación de las causas. Yemen también envió un equipo técnico a Moroni, mientras se formaba un comité encabezado por el Ministro de Transporte de Yemen. La BEA señaló que debido al daño por corrosión en las tarjetas de memoria, no se pudieron recuperar todos los datos del CVR. Los hallazgos preliminares de la investigación apuntaron a un error del piloto como la causa del accidente, lo que generó objeciones de las autoridades de las Comoras y Yemen. En noviembre de 2009, Yemenia anunció que buscaba a una tercera parte para investigar el accidente, acusando a los franceses de atacar a Yemenia "día y noche" y de "acoso". Yemenia declaró que la investigación estaba "perjudicando la reputación de Yemen". En 2011, la BEA criticó a las autoridades comoranas, afirmando que no estaban publicando el informe a tiempo.
El 25 de junio de 2013, el director de la comisión de investigación de las Comoras, Bourhane Ahmed Bourhane, anunció que "el accidente se debió a una acción inapropiada de la tripulación" durante "una maniobra no estabilizada". Un grupo de familiares de las víctimas convocó una manifestación en París el 28 de junio de 2013 para protestar contra el informe final. Según el Yemen Post, Yemen sospecha que el avión fue derribado, a pesar de la falta de pruebas que indiquen un acto delictivo.
La investigación determinó que el accidente fue causado por acciones inapropiadas de la tripulación, que provocaron una entrada en pérdida de la cual la aeronave no se recuperó. La aproximación fue inestable, lo que activó diversas alarmas de proximidad al terreno, configuración de la aeronave y aproximación a la entrada en pérdida. La tripulación estaba concentrada en la navegación, se encontraba estresada y no respondió adecuadamente a las diferentes alarmas. Contribuyeron al accidente las condiciones meteorológicas ventosas, la falta de entrenamiento, la falta de instrucción a la tripulación antes del vuelo y la falta de respuesta correcta a la alarma de ascenso.

## Pasajeros
Había 142 pasajeros y 11 tripulantes a bordo. Se cree que la mayoría de los pasajeros eran ciudadanos comoranos o franceses. También había ciudadanos de Canadá, Etiopía, Indonesia, Marruecos, árabes israelíes, Filipinas y Yemen a bordo del avión. Una fuente del aeropuerto afirmó que 66 de los pasajeros tenían ciudadanía francesa, pero muchos de ellos podrían tener doble ciudadanía franco-comorana. Muchos pueden haber sido residentes de Marsella, una ciudad francesa con una gran población comorana, que se dirigían a casa para pasar unas vacaciones; la semana del accidente marca el comienzo de las vacaciones de verano para los escolares franceses. Se decía que las otras dos personas a bordo eran europeos. Los tres miembros de la tripulación de vuelo eran todos yemeníes. De la tripulación de cabina, 3 eran yemeníes, 2 filipinos, 2 marroquíes, 1 etíope y 1 indonesio.

## Controversia
El ministro de Transporte francés, Dominique Bussereau, dijo que Francia había prohibido la entrada del avión en su territorio varios años antes, porque "creíamos que presentaba una serie de irregularidades en su equipamiento técnico". Sin embargo, el ministro de Transporte de Yemen, Khaled Ibrahim Alwazir, declaró que el avión cumplía con los estándares internacionales y que se había llevado a cabo una "inspección exhaustiva" en Yemen con expertos de Airbus. La comunidad de las Comoras en Francia marchó en París, en homenaje a las víctimas del vuelo 626. También interrumpieron los vuelos de Yemenia, protestaron en los aeropuertos franceses contra el historial de seguridad de la aerolínea e impidieron que los pasajeros abordaran o se registraran. Como resultado, Yemenia canceló indefinidamente todos sus vuelos hacia y desde Marsella y todos los vuelos adicionales entre Sana'a y Moroni.

## Entierro y repatriación de cadáveres
Hasta el martes 1 de diciembre de 2009, se habían recuperado los restos de nueve tripulantes, que llegaron a Saná. Los tripulantes encontrados fueron el capitán Khaled Hajeb, el primer oficial Ali Atef, los tres tripulantes de cabina yemeníes, los dos tripulantes de cabina marroquíes y el tripulante de cabina etíope. Un tripulante de cabina, Hamdi Wazea, fue enterrado en Saná, mientras que los demás yemeníes encontrados fueron enterrados en Adén. Los cuerpos de los marroquíes fueron enviados a Marruecos, mientras que el etíope fue enviado a Adís Abeba. Entre los tripulantes que no se encontraron se encontraban el ingeniero yemení Ali Salem, el tripulante de cabina filipino y el tripulante de cabina indonesio. En los dos últimos días previos al 1 de diciembre, 54 cuerpos fueron enterrados en Moroni.